# Unió del Centre Democràtic (Grècia)
Unió del Centre Democràtic (grec Ένωση Δημοκρατικού Κέντρου, Enosi Dimokratikou Kentrou, EDIK) fou un partit polític grec d'ideologia centrista i liberal, fundat el 5 de febrer de 1976, dos anys després de la caiguda de la dictadura dels coronels, com a unió de la Unió de Centre-Noves Forces i la Unió Democràtica de Centre de Ioannis Zidgis. El seu cap fou Georgios Mavros i pretén ser successor de la Unió de Centre.
A les eleccions legislatives gregues de 1977 va obtenir 12 escons, però entrà en crisi quan Mavros deixà el partit per a ingressar en el PASOK i fou dirigit per Zidgis, qui adoptà posicions més socialdemòcrates. A les eleccions legislatives de 1981 i 1985, però, només va obtenir un escó. A poc a poc va perdre protagonisme a favor del PASOK i des del 1989 va perdre la representació parlamentària. Des de 1998 és president del Neoklis Sarris i opera principalment com un fòrum d'anàlisi polític i públic els debats ideològics.